# Faramea
Faramea es un género de plantas fanerógamas de la familia de las rubiáceas, nativo de México y la América tropical.

## Descripción
Son árboles o arbustos inermes, terrestres, las flores bisexuales. Hojas opuestas, isofilas, enteras, frecuentemente dísticas, con domacios o sin éstos, éstos pelosos o del tipo en cripta; nervadura menor no lineolada; una nervadura recolectora (i.e., intramarginal) con frecuencia bien desarrollada; estípulas de formas variadas: interpeciolares, o interpeciolares y también parcialmente intrapeciolares (i.e., unidas parcialmente en un tubo), o caliptradas, triangulares, generalmente aristadas y lateralmente acostilladas, erguidas, persistentes o caducas, aparentemente imbricadas con las aristas frecuentemente cruzadas en el ápice. Inflorescencias terminales o a veces axilares, cimosas, fasciculadas o reducidas a flores solitarias, sésiles o pedunculadas, bracteadas, generalmente azules o moradas. Flores sésiles o pediceladas, generalmente distilas, generalmente fragantes, diurnas o nocturnas; limbo calicino truncado o 4-denticulado o 4-lobado, sin calicofilos; corola hipocraterimorfa a tubular, blanca, azul o morada, completamente glabra, los lobos 4 (raras vez 5 en algunas flores de una misma inflorescencia), valvares, sin apéndices; estambres 4, incluidos, anteras dorsifijas; estigmas 2, lineares, incluidos o exertos; ovario 1-locular o incompletamente 2-locular, los óvulos 1(2), basales. Frutos en bayas, subglobosas u oblatas (transversalmente elipsoidales), carnosas o coriáceas, azules o negras; semillas solitarias, elipsoidales.

## Taxonomía
El género fue descrito por Jean Baptiste Christophore Fusée Aublet y publicado en Histoire des Plantes de la Guiane Françoise 1: 102, pl. 40, f. 1. 1775. La especie tipo es: Faramea corymbosa Aubl.

## Especies seleccionadas
- Faramea angusta, C.M.Taylor
- Faramea chiapensis, Borhidi
- Faramea exemplaris, Standl.
- Faramea miocenica
- Faramea nitida Benth
- Faramea occidentalis (L.) A.Rich. - jujano de Cuba[4]
- Faramea sertulifera DC. - lechoso de Cuba[4]